# Mabilha
Mabilha (Mabil Ha, Marbel Ha) ist ein Ort im Toledo District in Belize. 2010 hatte der Ort ca. 205 Einwohner, vor allem Maya aus dem Volk der Kekchí.

## Geographie
Der Ort liegt im dicht bewaldeten Süden des Landes, im Gebiet der Reservationen Machaca Indian Reservation und Hinchasones Indian Reservation. Für den Ort sind mehrere „Neue“ und „Alte“ Standorte angegeben. Die nächstgelegenen Orte sind Santa Teresa im Nordosten und San Lucas im Südwesten.

### Verkehr
Die Straße durch New Mabilha verläuft nach Südwesten über San Lucas nach Corazon und weiter nach Otoxha. Nach Nordosten verläuft sie über Santa Teresa, Jordan und Blue Creek nach Mafredi an die San Antonio Road. Old Marbilha liegt ein Stück im Hinterland im Nordwesten der neuen Siedlung.

## Geschichte
Der Ort wurde in den 1970er Jahren gegründet. Der Ort besteht aus den zwei Teilorten Old Marbilha, wo vor allem Maya leben, die zur Konfession der Mennoniten konvertiert sind, und New Marbilha, wo vor allem katholische Maya leben.

## Wirtschaft
Seit 1997 gibt es in Mabilha ein Sägewerk.

## Klima
Nach dem Köppen-Geiger-System zeichnet sich Santa Elena durch ein tropisches Klima mit der Kurzbezeichnung Am aus.